# Makra
Der Makra ist ein 3586 m hoher Berg im nördlichen Pakistan nahe dem Ort Kaghan. 
Er liegt ca. 200 Kilometer entfernt von Islamabad in der Hazara-Region. Den Gipfel erreicht man über eine Jeep-Route mit anschließendem drei- bis fünfstündigen Fußmarsch. Oben angekommen hat man eine Aussicht über Hazara und Azad Kaschmir.
Das Schmelzwasser des auf dem Berg gelegenen Gletschers speist den Fluss Kunhar.